# Autofiction
Autofiction è il nono album in studio del gruppo musicale britannico Suede, pubblicato nel 2022.

## Tracce
1. She Still Leads Me On
2. Personality Disorder
3. 15 Again
4. The Only Way I Can Love You
5. That Boy on the Stage
6. Drive Myself Home
7. Black Ice
8. Shadow Self
9. It's Always the Quiet Ones
10. What Am I Without You?
11. Turn off Your Brain and Yell

## Formazione
- Brett Anderson – voce
- Richard Oakes – chitarra
- Simon Gilbert – batteria
- Mat Osman – basso
- Neil Codling – sintetizzatore, piano